# La Vetta
La Vetta (ou La Reine de la glace) est une œuvre symboliste de Cesare Saccaggi, présentée à la Xe Exposition internationale d'art de Venise en 1912, actuellement conservée dans la galerie de peinture de la Fondation Cassa di Risparmio de Tortone.

## Description
Sur un fond de montagnes enneigées, est représentée une figure humaine somptueusement vêtue, des edelweiss à la main, à laquelle un jeune homme vêtu de haillons et épuisé, dans l'acte de faire son dernier effort, essaie laborieusement de s'accrocher ; c'est une scène qui traduit un concept typique de la philosophie allemande du XIXe siècle, celui d'« effort » (Streben) : alors que la figure impassible symbolise le but inaccessible, la jeunesse épuisée est le symbole de l'éternel désir de l'homme de se dépasser dans la continuation et la mise objectifs toujours plus élevés et plus difficiles.

## Sujet
Le Chemin de la gloire (1898) appartient aussi à cette veine symboliste de Saccaggi, qui traite du même thème de la tension ascendante, de l'effort pour atteindre un But idéal, qui pourtant s'échappe continuellement.
Cette œuvre décrit également ce qui est arrivé aux femmes dans l'art entre la fin du XIXe et le début du XXe siècle : dans les représentations précédentes, la femme n'était représentée que comme une femme-ange ou une femme pécheresse et érotique. Cette œuvre, en revanche, raconte une autre réalité : une femme déterminée, puissante, sûre d'elle et émancipée. La pose de la figure féminine fait référence à celle de Judith de Gustav Klimt, représentant la femme fatale. L'archétype est pourtant nouveau, presque révolutionnaire : c'est l'homme qui semble perdre sa dignité en mendiant, priant, rampant, oubliant sa dignité, cherchant le regard de la Reine de glace. Ce rôle était donné à la femme, dans l'iconographie traditionnelle précédente, prête à perdre sa dignité par amour, souvent représentée aux pieds de l'être aimé, pour souligner sa faiblesse et sa fragilité.